# Borobadilepe
Borobadilepe is een dorp in het district Southern in Botswana. De plaats telt 330 inwoners (2011).